# Liste der denkmalgeschützten Objekte in Benešov u Semil
Grundlage dieser Liste der denkmalgeschützten Objekte in Benešov u Semil ist die ÚSKP-Liste (Ústřední seznam kulturních památek České republiky, deutsch Zentrale Liste der Kulturdenkmäler der Tschechischen Republik), die von der tschechischen Denkmalschutzbehörde NPÚ (Národní památkový ústav, deutsch Nationale Denkmalbehörde) seit 1987 geführt wird und an die seit dem Jahr 1850 geschaffenen Listen anschließt.
Die Liste umfasst die Kulturdenkmale der Gemeinde Benešov u Semil im Okres Semily. 

## Benešov u Semil (Beneschau bei Semil)
| Lage                                                          | Objekt                            | Beschreibung | ÚSKP-Nr.                  | Bild                        |
| ------------------------------------------------------------- | --------------------------------- | --- | ------------------------- | --------------------------- |
| Benešov u Semil 4 (Standort)                                  | Bauernhaus Nr. 4                  | Bauerngehöft. Ein Holz-Blockhaus, vermutlich aus dem frühen 19. Jahrhundert, dreiteiliger Grundriss, mit zahlreichen charakteristischen Baustrukturen und Details, darunter gut verarbeitete Balken.                                                                                            | 10282/6-5705 Info Katalog | Bauernhaus Nr. 4            |
| Benešov u Semil 25 (Standort)                                 | Bauernhaus Nr. 25                 | Bauerngehöft. Eingeschossiges Holz-Blockhaus aus der zweiten Hälfte des 18. Jahrhunderts mit zahlreichen historischen Baudetails und Strukturen. Das heutige Erscheinungsbild ist teilweise durch partielle, jüngere Umbauten geprägt.                                                          | 10822/6-5870 Info Katalog | Bauernhaus Nr. 25           |
| Benešov u Semil 24 (Standort)                                 | Gasthaus Nr. 24                   | Gasthaus. Eingeschossiges Holz-Blockhaus mit anschließendem jüngeren Backsteinbau. Das Haus wird bereits in der zweiten Hälfte des 17. Jahrhunderts erwähnt und das Obergeschoss stammt vermutlich aus der Mitte des 19. Jahrhunderts, im Jahr 2007 erneuert.                                   | 10200/6-5808 Info Katalog | Gasthaus Nr. 24             |
| Benešov u Semil 105 (Standort)                                | Haus Nr. 105                      | Bauernhaus. Eingeschossiges Holz-Blockhaus, vermutlich aus dem frühen 19. Jahrhundert. Es handelt sich um ein außergewöhnlich authentisch erhaltenes Beispiel ländlicher Architektur mit zahlreichen historischen Strukturen und Details.                                                       | 100488 Info Katalog       | Haus Nr. 105                |
| Benešov u Semil 115 (Standort)                                | Bauernhaus Nr. 115                | Bauerngehöft. Ein Holz-Blockhaus am Hang, vermutlich aus dem frühen 19. Jahrhundert, das heutige Erscheinungsbild ist durch Umbauten vom Anfang des 20. Jahrhunderts geprägt. | 10811/6-5873 Info Katalog | Bauernhaus Nr. 115          |
| Benešov u Semil, am Friedhof (Standort)                       | Statue des Meisters Jan Hus       | Statue des Meisters Jan Hus, 1901 gestaltet aus hellem Sandstein von J. Fišer. Auf einem niedrigen Sockel sitzt ein Stamm in Form einer konischen Säule, der eine überlebensgroße Statue trägt.                                                                                                 | 100462 Info Katalog       | Statue des Meisters Jan Hus |
| Benešov u Semil 107 (Standort)                                | Bauernhaus Nr. 107                | Bauerngehöft. Als Holz-Blockhaus errichtetes Wohnhaus mit daneben stehender Scheune, vermutlich aus dem frühen 19. Jahrhundert stammt, in seiner heutigen Form ein außergewöhnlich gut erhaltenes, landwirtschaftlicher Anwesen.                                                                | 10818/6-5872 Info Katalog | Bauernhaus Nr. 107          |
| Benešov u Semil, Podolí (Standort)                            | Kruzifix                          | Kruzifix, aus rotem Sandstein von 1788. Der massive Sockel mit einem durchbrochenen Relief trägt ein kurzes Kruzifix mit einem aufwendigen Relief des Korpus Christi. | 51175/6-6210 Info Katalog | Kruzifix                    |
| Benešov u Semil, OT Podolí bzw. Bystrá nad Jizerou (Standort) | Bystrauer Brücke (Bysterský most) | Überdachte Holzbrücke über die Iser von 1922 mit einer interessanten Hängekonstruktion. Der im Brückenpfeiler eingelassene Stein mit der Jahreszahl 1888 weist möglicherweise auf einen ihrer Vorgänger hin. Die außergewöhnlich gut erhaltene Holz-Konstruktion erfüllt weiterhin ihren Zweck. | 32419/6-2515 Info Katalog | weitere Bilder              |
| Benešov u Semil 73, OT Muchov (Standort)                      | Bauernhaus Nr. 73                 | Bauerngehöft: Haus mit Scheune. Backsteinbau von 1704; sein heutiges Erscheinungsbild, einschl. der Fassadengliederung im sogenannten geometrischen Jugendstil, ist das Ergebnis von Umbauten am Anfang des 20. Jahrhunderts.                                                                   | 10810/6-5871 Info Katalog | Bauernhaus Nr. 73           |